# Władysław Skierkowski
Władysław Skierkowski (ur. 12 sierpnia 1886 we wsi Głużek k. Mławy, zm. 20 sierpnia 1941 w Soldau (KL) w Działdowie) – polski duchowny katolicki, badacz i popularyzator kultury kurpiowskiej, członek Towarzystwa Naukowego Płockiego. Autor zbioru pieśni kurpiowskich Puszcza Kurpiowska w pieśni, sztuki teatralnej Wesele na Kurpiach oraz innych opracowań dotyczących Kurpiów Zielonych.

## Życiorys

### Młodość
Władysław Skierkowski urodził się w chłopskiej rodzinie we wsi Głużek jako syn Jana i Ewy z Woźniaków. Rodzice zajmowali się kilkunastohektarowym gospodarstwem. Władysław był najstarszym z sześciorga rodzeństwa, miał dwóch braci i trzy siostry. Uczył się w szkole elementarnej w Wojnówce. Od wczesnej młodości wykazywał zainteresowania muzyczne. Uczył się muzyki w Mławie. W latach 1903–1904 uczył się pod kierunkiem ks. Eugeniusza Gruberskiego w tajnej szkole organistowskiej działającej przy Towarzystwie Muzycznym w Płocku. Następnie zaczął pracować jako organista w kościele seminaryjnym w Płocku.

### Kapłaństwo
Władysław Skierkowski zaliczył egzamin wstępny na stopień dostateczny, co pozwoliło mu na wstąpienie do Seminarium Duchownego w Płocku, gdzie został przyjęty 7 września 1906 roku. 23 czerwca 1912 roku w katedrze płockiej przyjął święcenia kapłańskie, które otrzymał z rąk biskupa płockiego Antoniego Juliana Nowowiejskiego. W 1912 roku pracował w parafii Dzierzgowo. W 1913 roku przeniesiono go do parafii Myszyniec, gdzie pracował do 1915 roku. Następnie do 1917 pracował w Krasnosielcu, w latach 1917–1920 w Różanie, a w latach 1920–1925 w Ciachcinie. W 1925 roku został proboszczem parafii w Imielnicy i pozostał nim do śmierci w 1941 roku.

### Ostatnie lata życia
Wybuch II wojny światowej przerwał działalność społeczną i plany naukowe Skierkowskiego. 6 marca 1941 roku do plebanii parafii w Imielnicy weszli niemieccy żandarmi i zabrali ks. Skierkowskiego do szkoły w Borowiczkach, gdzie więziono już innych księży. Duchownych zawieziono następnie do obozu koncentracyjnego w Działdowie. Ks. Władysław Skierkowski umarł na zapalenie płuc 20 sierpnia 1941 roku. Ciało ks. Skierkowskiego, podobnie jak i innych zamordowanych tam duchownych, najprawdopodobniej spalono.

## Popularyzacja kultury kurpiowskiej

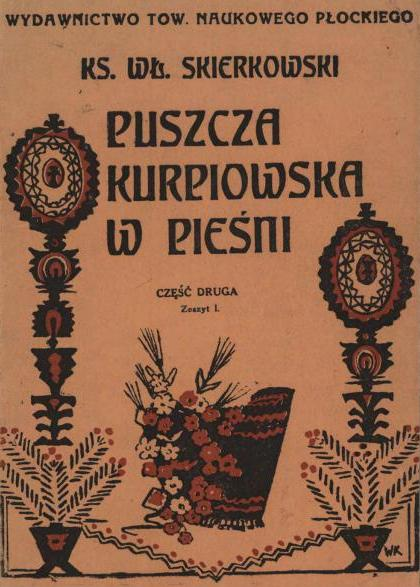
Karta tytułowa Puszczy Kurpiowskiej w pieśni z 1929 roku

### Puszcza Kurpiowska w pieśni
W czasie pobytu w Myszyńcu (od 31 lipca 1913 roku do połowy października 1915 roku) ks. Władysław Skierkowski zainteresował się folklorem kurpiowskim. Już w 1913 roku zaczął zapisywać teksty pieśni kurpiowskich. Po latach wspominał swoją fascynację:

Radość moja granic nie miała, kiedy usłyszałem smutną, jak tylko może być smutna ta Puszcza Kurpiowska i rozciągła jak ciemne bory i lasy, a tak miłą i swojską i tak dziwnie ujmującą za serce melodię pieśni „Leć głosie po rosie...”

W czasie działań wojennych w 1914 roku Skierkowski musiał wraz z parafianami ukrywać się w okolicznych lasach, co sprzyjało budowaniu zaufania, jakim z czasem parafianie obdarzyli wikariusza. Po przeniesieniu się z Myszyńca, szczególnie kiedy został proboszczem w Imielnicy, corocznie przyjeżdżał na Kurpie, często w wakacje, by gromadzić kolejne pieśni z uwzględnieniem ich różnych wariantów. Pod wpływem uwag prof. Adolfa Chybińskiego ks. Skierkowski udoskonalił zapisy utworów: notował osobę, jej wiek i miejsce zamieszkania oraz sposób zapisania melodii. Początkowo jeździł po regionie z kamertonem, ale od 1935 roku do zapisu melodii używał fonografu, który podarował mu muzykolog z Uniwersytetu Warszawskiego dr. Julian Pulikowski. Gromadzenie zbiorów ułatwiła ks. Skierkowskiemu znajomość z ks. Klemensem Sawickim. Skierkowski był wikariuszem u boku Sawickiego, gdy ten był proboszczem w Różanie. Następnie ks. Sawicki został proboszczem w Myszyńcu (od 1925 roku) i dzięki temu ks. Skierkowski uzyskał potrzebne wsparcie w gromadzeniu zbiorów kurpiowskich.
Od 1926 roku ks. Skierkowski wygłaszał odczyty w Towarzystwie Naukowym Płockim na temat obyczajów i pieśni Kurpiów Zielonych. Odczyty te wzbudziły znaczne zainteresowanie wśród członków towarzystwa i zaowocowały wydaniem w latach 1928–1934 przez Towarzystwo Naukowe Płockie dzieła Puszcza Kurpiowska w pieśni. W czterech zeszytach umieszczono 790 utworów, choć łącznie w latach 1913–1939 ks. Skierkowski zebrał 2178 pieśni. Dzieło zyskało znaczny rozgłos. Zainteresował się nim kompozytor Karol Szymanowski, który w 1929 roku opublikował 6 pieśni kurpiowskich na chór a capella, a w pięć lat później 12 pieśni kurpiowskich na głos z fortepianem. Oprócz Szymanowskiego ze zbiorów pieśni ks. Skierkowskiego korzystali m.in. Witold Lutosławski i Tadeusz Sygietyński, który włączył niektóre z pieśni kurpiowskich do repertuaru zespołu „Mazowsze”.
W latach 1997–2003 Związek Kurpiów wydał opracowane przez Henryka Gadomskiego pieśni i teksty dotyczące kultury Kurpiów Zielonych zebrane przez ks. Władysława Skierkowskiego. Trzy tomy opublikowano pt. Puszcza Kurpiowska w pieśni. Obejmują zarówno wydane przed wojną materiały, jak i te, których wówczas nie opublikowano.

### Wesele na Kurpiach

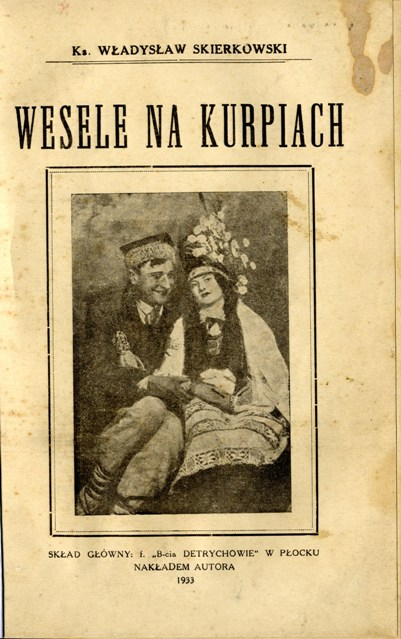
Karta tytułowa Wesela na Kurpiach z 1933 roku

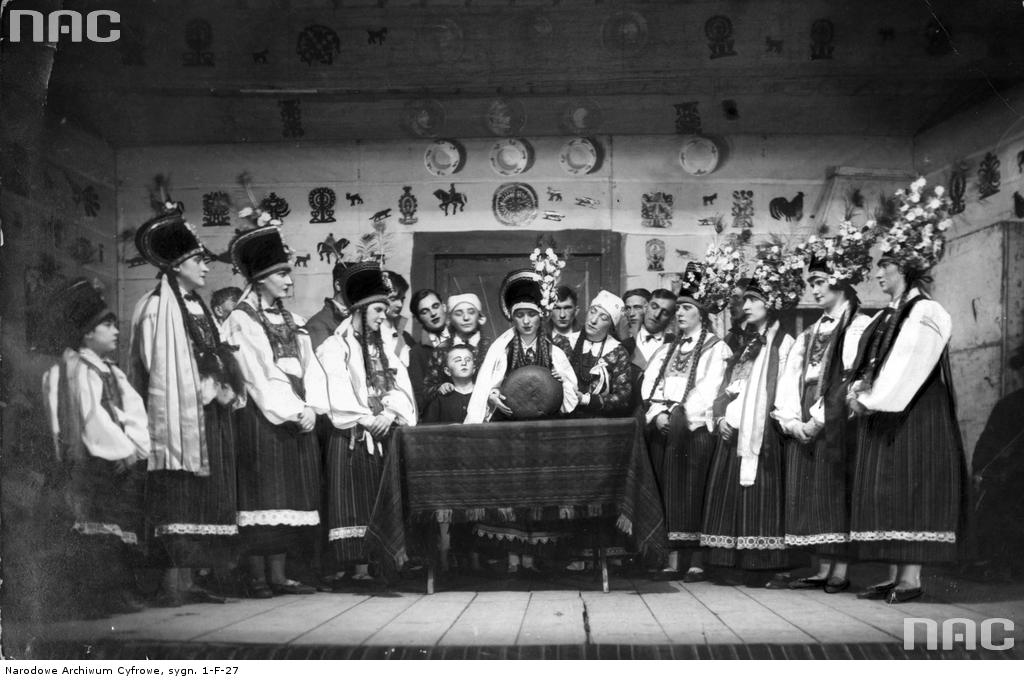
Scena Wesela na Kurpiach w wykonaniu teatru regionalnego z 1929 roku

Dużym zainteresowaniem cieszyła się także sztuka teatralna ks. Władysława Skierkowskiego pt. Wesele na Kurpiach. Do powstania tego widowiska przyczyniła się Marcelina Rościszewska, dyrektorka gimnazjum im. Reginy Żółkiewskiej w Płocku, która zaproponowała ks. Skierkowskiemu opracowanie kurpiowskich obrzędów weselnych w formie scenicznej. Widowisko mieli przedstawiać uczniowie okolicznych szkół. Kapłan zajął się stroną muzyczną Wesela, a libretto napisał Adam Chętnik. Opracowaniem autorstwa ks. Skierkowskiego zainteresował się dyrektor Teatru Miejskiego w Płocku, Tadeusz Skarżyński. Premiera sztuki w Płocku odbyła się 10 marca 1928 roku.
Od 1928 roku Skarżyński regularnie wystawiał Wesele na Kurpiach na deskach teatrów w Płocku i Warszawie, a także w innych miastach w Polsce, spotykając się z życzliwym przyjęciem. W samym Płocku Wesele na Kurpiach grano 30 razy. 13 lipca 1928 roku Wesele na Kurpiach transmitowały polskie stacje radiowe. Sztuka była wystawiana w 1935 roku podczas Tygodnia Sztuki Ludowej w Brukseli i Antwerpii. Występujący tam zespół pod dyrekcją Tadeusza Warchałowskiego zaproszono na Międzynarodową Wystawę Folklorystyczną do Londynu, a także na wyjazd do Holandii.
Wesele na Kurpiach zyskało znaczny rozgłos w kraju i pochlebne recenzje wśród ówczesnych krytyków teatralnych. Pochwały na temat dzieła ks. Skierkowskiego wygłaszali m.in. Wilam Horzyca i Tadeusz Boy-Żeleński, który pisał:

„Wyczuł mianowicie (ks. Skierkowski), jak przedziwny dramat teatralny tkwi w samej obrzędowej stronie wesela; zrozumiał, że przydać tu jakąkolwiek bajeczkę, znaczyłoby rzecz osłabić. I nie dzieje się dosłownie nic ponad to, co mówią tytuły aktów: „Wypyty” – „Rajby” – „Rozpleciny” – „Oczepiny”. Mało znam rzeczy równie patetycznych jak ten moment oczepin na scenie. I te melodie...”

W uznaniu zasług dla teatrologii ks. Władysław Skierkowski został członkiem zarządu Instytutu Teatrów Ludowych, który powstał w 1929 roku. Instytucja organizowała pracę naukową, instruktażową i wydawniczą na rzecz teatrów ludowych, wspierała placówki działające na wsi.
Wesele na Kurpiach jest dostępne w Polonie. W 2021 roku Towarzystwo Przyjaciół Myszyńca wydało reprint publikacji.

### Inne opracowania
W 1933 roku w „Kwartalniku Muzycznym” ukazał się artykuł ks. Władysława Skierkowskiego pt. Muzykalność ludu kurpiowskiego. W 1936 roku w „Polskim Roczniku Muzykologicznym” ukazał się artykuł ks. Skierkowskiego pt. O niektórych tańcach kurpiowskich.
Po referacie, który w 1934 kapłan wygłosił w siedzibie Towarzystwa Naukowego Płockiego, „Głos Mazowiecki” opublikował jego streszczenie pt. Gody na Kurpiach. Tekst dotyczył zwyczajów bożonarodzeniowych.
W 1936 roku ks. Skierkowski opracował Zwyczaje i wierzenia żniwne na Kurpiach. Wygłosił na ten temat referat w siedzibie Towarzystwa Naukowego Płockiego. Materiał został wydany w 2022 roku dzięki Muzeum Kultury Kurpiowskiej w Ostrołęce i Miejskiej Bibliotece Publicznej im. Wiktora Gomulickiego w Ostrołęce. W książce Życie codzienne Kurpiów umieszczono też inne niepublikowane wcześniej zapiski kapłana.
Ks. Władysław Skierkowski interesował się także obrzędami pogrzebowymi na Kurpiach. Wyniki swoich badań opublikował w odcinkach w „Głosie Mazowieckim”. Osobna publikacja na ten temat miała ukazać się w 1939 roku, lecz plany zniweczyła wojna.
Działalność badawcza ks. Skierkowskiego wpłynęła na utworzenie w Towarzystwie Naukowym Płockim działu kurpiowskiego. Gromadzono w nim m.in. eksponaty pozyskane w 1914 roku podczas wyjazdu Aleksandra Macieszy i Marii Macieszyny na zachodni skraj Puszczy Zielonej oraz przedmioty zgromadzone przez Sierkowskiego. Zorganizowano izbę kurpiowską z meblami, sprzętem, narzędziami, strojem kurpiowskim.
W 1933 roku ks. Władysław Skierkowski został członkiem Komisji Rewizyjnej Komitetu Stacji Badań Naukowych Dorzecza Środkowej Narwi w Nowogrodzie. Następcą stacji jest Skansen Kurpiowski im. Adama Chętnika w Nowogrodzie.

## Ordery i odznaczenia
- Srebrny Krzyż Zasługi (9 listopada 1931)[28]
- Srebrny Wawrzyn Akademicki (7 listopada 1936)[29]

## Upamiętnienie

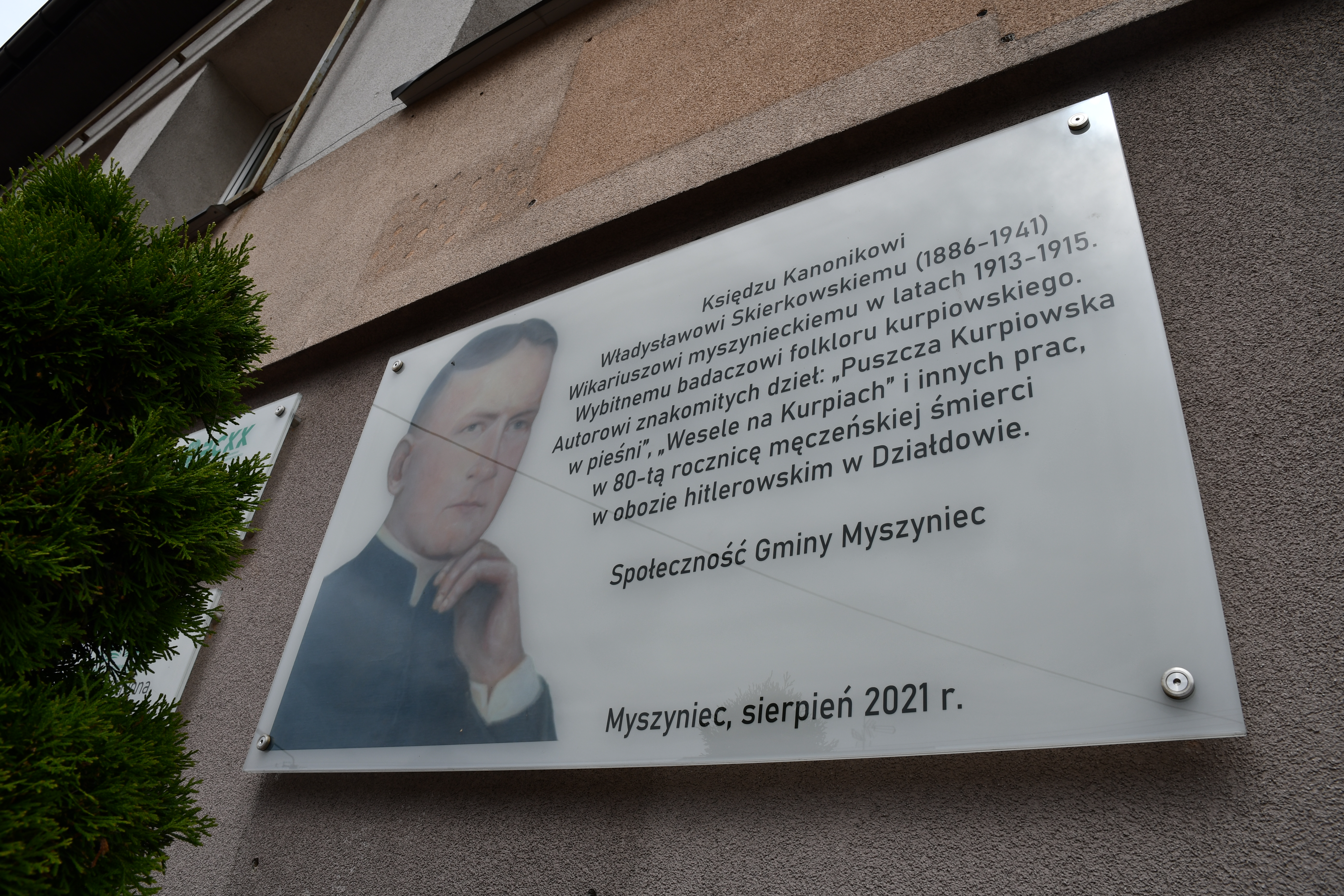
Tablica na budynku RCCK w Myszyńcu

W siódmą rocznicę wywiezienia ks. Skierkowskiego do obozu w Działdowie (1948) parafianie z Imielnicy ufundowali w przedsionku kościoła tablicę upamiętniającą proboszcza. W 1978 roku w pięćdziesiątą rocznicę wydania Puszczy Kurpiowskiej w pieśni w głównym budynku Towarzystwa Naukowego Płockiego odsłonięto marmurową tablicę poświęconą Skierkowskiemu.
19 listopada 2000 roku w kościele parafialnym w Bogurzynie, gdzie Władysław Skierkowski przyjął chrzest, umieszczono tablicę pamiątkową. W Myszyńcu znajdują się dwie tablice na cześć ks. Skierkowskiego. Pierwszą odsłonięto 10 listopada 2001 roku w miejscowej kolegiacie, a druga od 15 sierpnia 2013 roku zdobi ścianę siedziby Regionalnego Centrum Kultury Kurpiowskiej. Ks. Skierkowski jest patronem tej instytucji .

W Myszyńcu na skwerze w pobliżu kolegiaty umieszczono kamień upamiętniający ks. Władysława Skierkowskiego wystawiony w 2014 jako element parku bohaterów kurpiowskich. Skwer znajduje się u zbiegu ulicy ks. Adama Bargielskiego i Placu Konstantego Rynarzewskiego. 

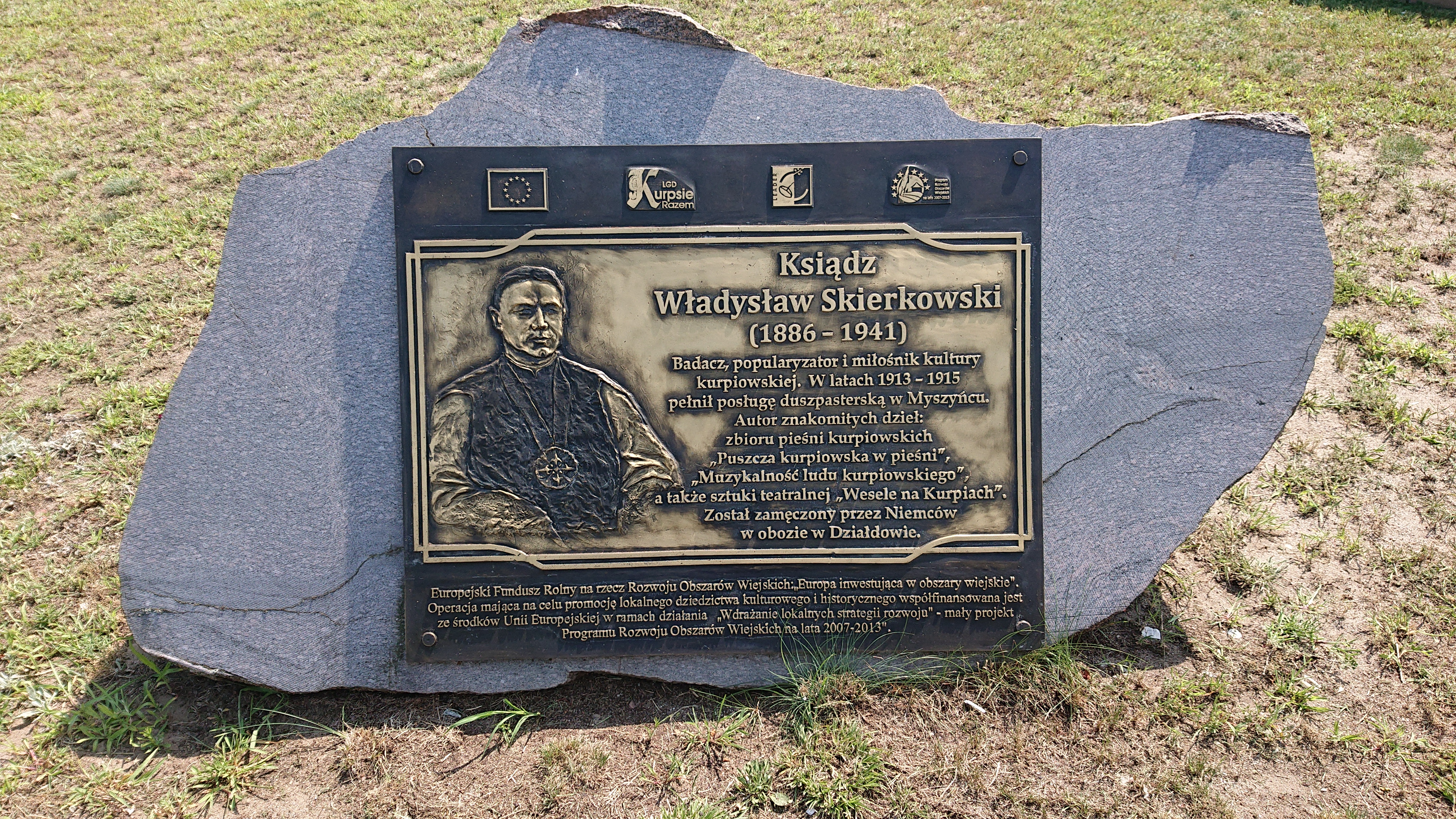
Upamiętnienie w parku bohaterów kurpiowskich w Myszyńcu

W 2021 Regionalne Centrum Kultury Kurpiowskiej im. ks. Władysława Skierkowskiego w Myszyńcu zorganizowało w myszynieckiej bazylice konferencję naukową pt. Etnograf Kurpiowszczyzny. Był to element obchodów Roku ks. Władysława Skierkowskiego w gminie Myszyniec.
Szkoła podstawowa w Bogurzynie nosi imię ks. Władysława Skierkowskiego. W 2021 we wsi, z okazji osiemdziesiątej rocznicy śmierci kapłana, odsłonięto jego pomnik.
W 2016 Związek Kurpiów apelował o nazwanie ulic we wsiach i miastach na terenie regionu nazwiskami ważnych dla Kurpiów postaci historycznych, wśród nich ks. Skierkowskiego. Ulica jego imienia była w Myszyńcu, ale w 2011 zmieniono patrona ulicy na Władysława Reymonta. Ks. Skierkowski patronuje ulicy w Płocku.